# Gonia brevipulvilli
Gonia brevipulvilli là một loài ruồi trong họ Tachinidae.